# Sceloporus uniformis
Sceloporus uniformis là một loài thằn lằn trong họ Phrynosomatidae. Loài này được Phelan & Brattstrom mô tả khoa học đầu tiên năm 1955.